# Élections législatives samoanes de 1988
Des élections législatives ont lieu aux Samoa occidentales le 26 février 1988. Il s'agit de renouveler les quarante-sept membres de l'Assemblée législative (monocamérale), leurs mandats de trois ans étant arrivés à échéance. 
Quarante-cinq députés sont des matai, chef de famille autochtones (qui peuvent être des femmes), élus par les matai. Les deux autres sièges reviennent à des représentants élus par la petite minorité d'« électeurs individuels », métis ou non-autochtones, qui (à l'inverse des autochtones) disposent du suffrage universel.
La Coalition gouvernementale sortante, composée du Parti démocrate-chrétien de Tufuga Efi (vice-premier ministre) et de députés sans étiquette partisans du premier ministre Va'ai Kolone, affronte le Parti pour la protection des droits de l'homme (PPDH) de Tofilau Eti Alesana.
Le PPDH obtient près de 36 % des voix, soit près du double de la Coalition, mais un siège de moins que cette dernière ; l'élection s'effectue en effet au scrutin uninominal majoritaire à un tour, et non pas à la proportionnelle. Lorsque la nouvelle Assemblée se réunit pour procéder à la réélection d'Alesana comme premier ministre, un des députés de la Coalition, Tanuvasa Livigisitone, crée la surprise en changeant de camp, rejoignant le PPDH. Sa voix est cruciale, conférant une majorité d'un siège au PPDH, et permettant à Alesana de prendre la tête du gouvernement. Dès lors, le PPDH n'allait plus jamais perdre le pouvoir.
| Parti | Parti                    | Dirigeant           | Voix  | Voix (%) | Sièges | Changement par rapport à 1985 |
| ----- | ------------------------ | ------------------- | ----- | -------- | ------ | ----------------------------- |
|       | PPDH                     | Tofilau Eti Alesana | 5 017 | 35,9 %   | 23     | -8                            |
|       | Coalition                | Va'ai Kolone        | 2 300 | 16,4 %   | 24     | +8                            |
|       | Candidats sans étiquette | n/a                 | 6 668 | 47,7 %   | 0      | +0                            |